# 子域名
子域名（或子域）是在域名系统等级中，属于更高一层域的域。比如，mail.example.com和calendar.example.com是example.com的两个子域，而example.com则是顶级域.com的子域。

## 使用

## WWW2
WWW2是萬維網中分流伺服器的子域名，主要用於識別一個域名内一些相關的網站。www.example.org、www2.example.org及www3.example.org就是其中的例子。這些子域名可以延續至WWW3、WWW4、WWW5、WWW6等，如此類推。一般來説，使用這些域名是爲了伺服器負載均衡。有時候，即使在瀏覽網站鏡像，這些特別的域名會被隱藏，顯示出來的仍是“WWW”。